# 200.ª Divisão do Exército Nacional Revolucionário
A 200ª Divisão ( chinês tradicional: 第200師, chinês simplificado: 第200师, pinyin: Dì 200 Shī) foi a primeira divisão mecanizada do Exército Nacional Revolucionário. Foi criada em 1938 pela missão militar soviética com o General Du Yuming, que também foi seu primeiro comandante, baseada primordialmente no tanque leve T-26. Sua primeira ação foi contra a 14ª Divisão japonesa na Batalha de Lanfeng.

## Criação
A 200.ª Divisão foi formada em 1938 por conselheiros militares do Exército Vermelho, após a invasão japonesa da China, em torno de um regimento blindado e um regimento de infantaria motorizada. O primeiro consistia em quatro batalhões de tanques com três companhias cada e a divisão tinha, em teoria, 200 veículos blindados e 20.000 homens.
O Exército Chinês tinha apenas um punhado de veículos blindados em 1937, e estes não eram agrupados em grandes unidades, mas dispersados para apoiar a infantaria. A maioria desses veículos foi perdida (destruída ou capturada) na Batalha de Xangai contra os japoneses. Nessa época, os tripulantes chineses usavam uniformes alemães e italianos. Todos os tripulantes usavam macacões de linho de uma peça, de origem italiana. Os capacetes de proteção eram o modelo de fibra coberto em couro preto italiano e o capacete alemão de 1937, também de fibra e coberto em couro preto. O re-suprimento soviético de 1938, com os T-26, equipou as equipagens chinesas com macacões pretos e capacetes de proteção soviéticos de couro marrom.

## Organização

### Organização original (janeiro de 1938)
Organograma da 200ª Divisão:

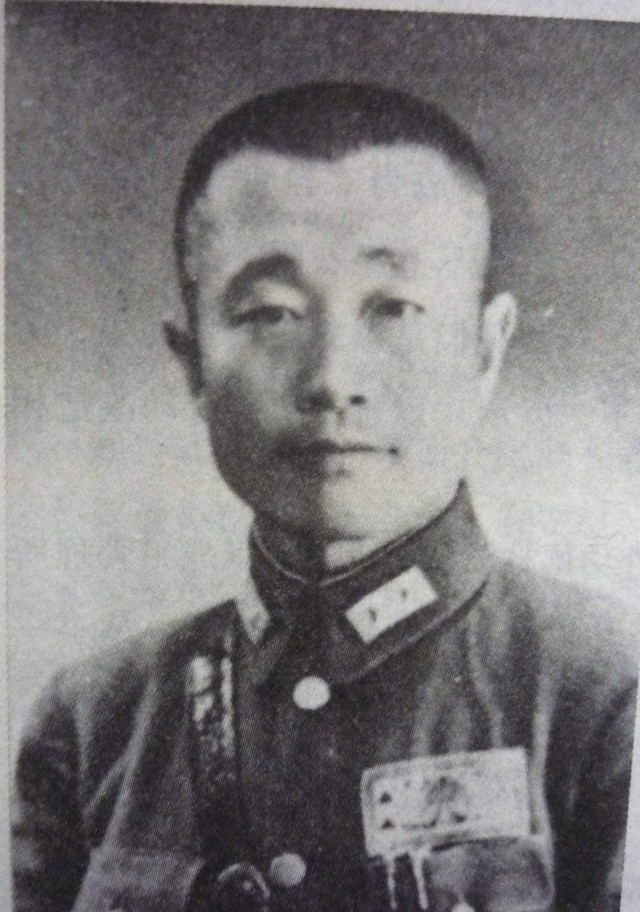
General Du Yuming.

- 1149º Regimento (Regimento de Tanques)
- 1150º Regimento (Regimento de Tanques)
- 1151º Regimento (Regimento de Carros Blindados)
- 1152º Regimento (Infantaria Mecanizada)
- 52º Regimento de Artilharia

### Equipamento
Os regimentos de tanques tinham 83 T-26, 4 BT-5, 20 (92?) tanquetes CV-35, tanques AMR 35. O regimento de carros blindados tinha cerca de 50 carros blindados BA e 12 (18?) carros blindados Leichter Panzerspähwagen (Sd Kfz 221). Além disso, tinha mais de 400 caminhões Ford. Os carros de combate T-26 eram em sua maioria do modelo 1935 com alguns M1937. O regimento de infantaria motorizada usava caminhões e fuzis soviéticos, e o regimento de artilharia tinha 12 obuseiros de 122mm, também artilharia antiaérea de 45mm e canhões de campanha de 75mm.
Após os combates da divisão em maio na Batalha de Lanfeng e em operações posteriores até setembro de 1938, as unidades mecanizadas subordinadas originais da divisão foram colocadas sob comando direto do 5º Exército, e a divisão foi reorganizada como uma divisão de infantaria motorizada de cerca de 9.000 homens devido à reorganização das divisões do ENR em junho de 1938.

### Organização (outubro de 1938)

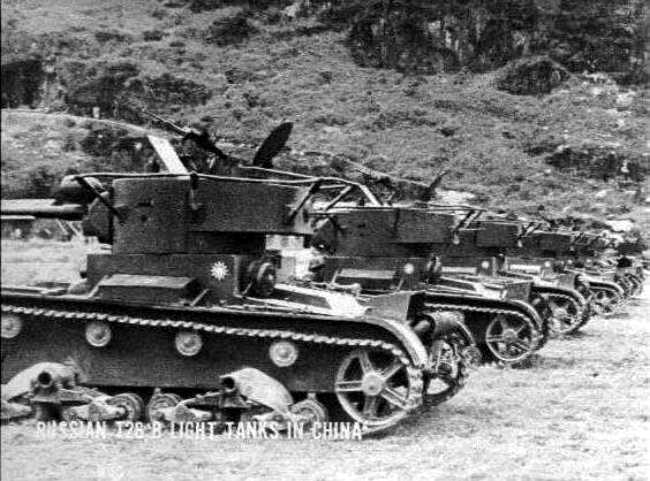
Tanques T-26 soviéticos da 200.ª Divisão perfilados em Hunan, em 1938.

200.ª Divisão (Major-General Dai Anlan):
- 598º Regimento
- 599º Regimento
- 600º Regimento

Em seguida, foi enviada como reforço para a Primeira Batalha de Changsha, mas nunca foi engajada. Os regimentos blindados e de artilharia foram colocados sob o comando direto do 5º Exército e a 200.ª Divisão tornou-se uma divisão de infantaria motorizada dentro do mesmo Corpo com a 1ª Divisão de Honra. A 200.ª Divisão participou com o 5º Exército enfrentando a invasão japonesa de Guangxi, na defesa de Nanning e na devastadora vitória contra os japoneses na Batalha do Passo de Kunlun, eliminando toda uma brigada japonesa. Sofreu pesadas perdas após a batalha no Passo de Kunlun em uma ofensiva contra Batang, perdendo quase dois terços de sua força.

## Birmânia

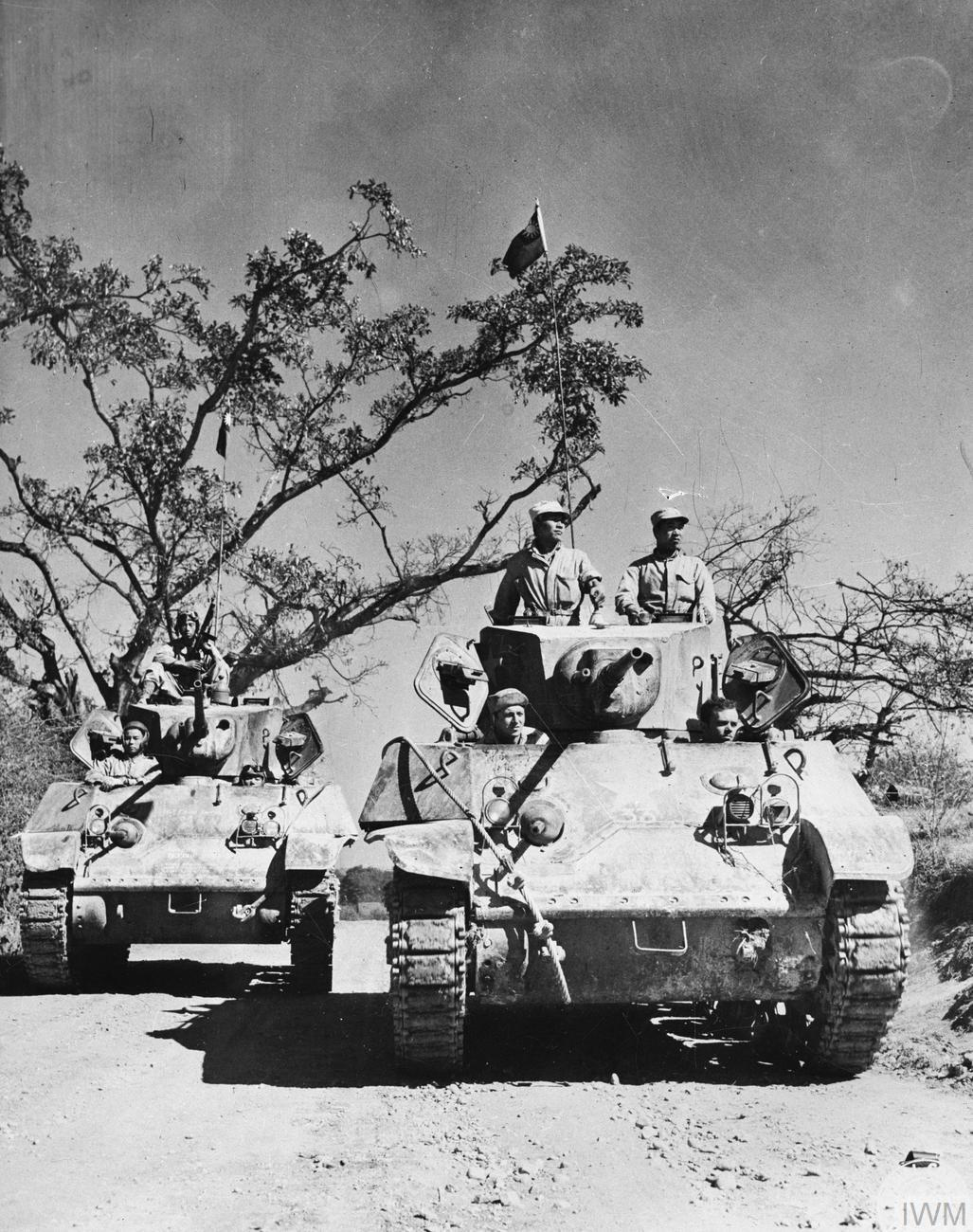
Tanques chineses M3 Stuart na Birmânia entre fevereiro de 1944 e agosto de 1945.

Reconstruída e reorganizada, a divisão participou da Batalha da Estrada Yunnan-Burma no início de 1942 e da campanha da Birmânia. A 200.ª Divisão distinguiu-se nos combates na Batalha de Toungoo e na Batalha de Hopong-Taunggyi, mas sofreu uma derrota desastrosa na Batalha da Rodovia Hsipaw-Mogok perto do final da campanha, enquanto tentava recuar para a China. Seu comandante, Dai Anlan, morreu de ferimentos sofridos naquela batalha enquanto era carregado pelos remanescentes de sua força enquanto voltava para a China.
Durante o resto desta campanha, o Exército Chinês foi equipado com 48 M3 Stuarts em 1943 e 35 M4 Shermans entre 1943 e 1944. A partir de 1943, as tripulações blindadas chinesas passaram a ser equipadas pelos Estados Unidos. As equipagens foram então vestidas com macacões "sarja espinha de peixe" (herringbone twill, HBT), de uma ou duas peças, e o capacete de proteção de fibra americanos. Calçados podiam ser sandálias de palha caseira feitas pelos próprios soldados, e que eram confortáveis no calor tropical da Birmânia. Além dos Sherman e Stuart, as forças chinesas na Birmânia foram equipadas com os carros de reconhecimento M3 Scout Car e tanquetes Universal Carrier. As tripulações de tanques foram recrutadas em províncias diferentes da China, sendo uma das poucas unidades com soldados de províncias diferentes lutando juntos. Assim como a infantaria, as tripulações usavam misturas de uniformes chineses e americanos.
Esta formação desapareceu em 1949, após a derrota do KMT na Guerra Civil Chinesa. Entre os blindados evacuados para Taiwan estavam alguns T-26 remanescentes.

## Comandantes
- Du Yuming
- Qiu Qingquan
- Dai Anlan
- Sun Liren
- Liao Yaoxiang
- Li Mi